# زو میرونگ
زو میرونگ (انگلیسی: Zou Meirong؛ زادهٔ ۱ سپتامبر ۲۰۰۰) بازیکن هاکی روی چمن اهل چین است.